# Akademie für Jugendführung

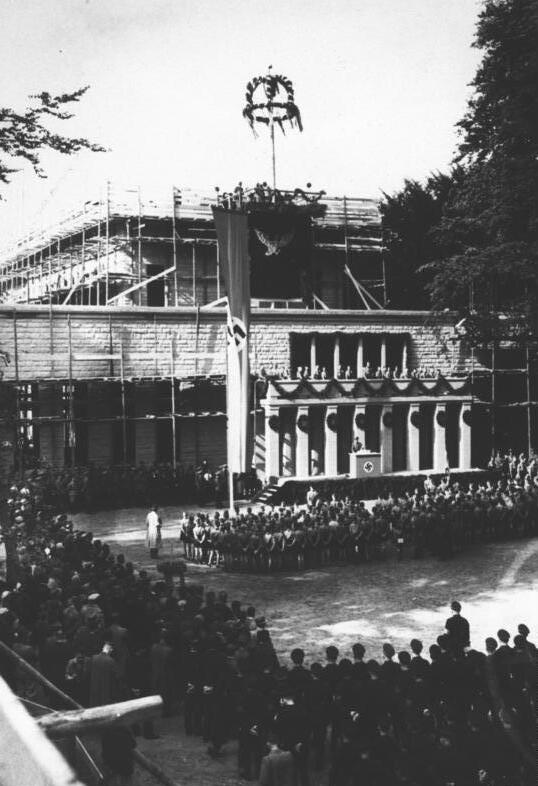
Richtfest der Akademie für Jugendführung am 4. Juni 1938, Aufnahme aus dem Bundesarchiv

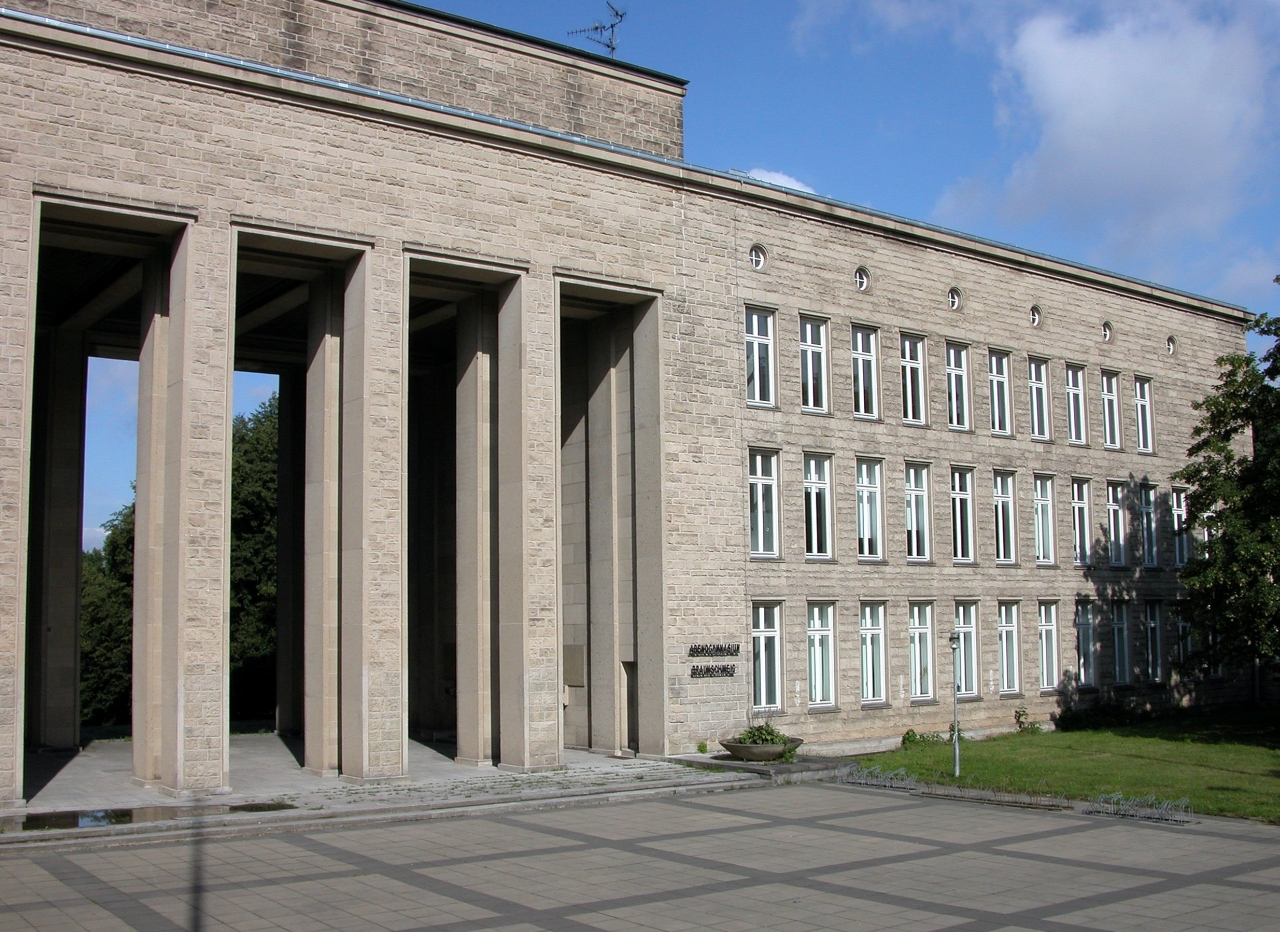
Die ehemalige „Akademie für Jugendführung“ der Hitlerjugend im heutigen Zustand von Südosten gesehen. Links die „Ehrenhalle“ mit ihren 12 m hohen Säulen.

Die Akademie für Jugendführung in Braunschweig, auch als Akademie für Deutsche Jugendführung oder (Reichs-)Akademie für Jugendführung der Hitlerjugend bezeichnet, war die höchste nationalsozialistische Schulungseinrichtung zur Ausbildung hauptamtlichen Führungsnachwuchses für die Hitlerjugend (HJ) während der Zeit des Nationalsozialismus und sollte nach dem Willen des NS-Regimes auch ihre wichtigste werden. Der nur knapp vier Wochen nach Fertigstellung des Gebäudekomplexes beginnende Zweite Weltkrieg durchkreuzte jedoch diese Pläne. Die NS-Lehranstalt wurde zwischen 1937 und 1939 errichtet. Heute sind in ihrem Gebäude das Braunschweig-Kolleg für Erwachsenenbildung sowie das Abendgymnasium Braunschweig untergebracht.

## Konzeption und Geschichte
Der Entschluss zum Aufbau der Akademie für Jugendführung war in dem Willen der nationalsozialistischen Machthaber begründet, die höhere Führungsebene der Hitlerjugend mit einem geschulten Führerkorps von berufsmäßigen Jugendführern im Alter zwischen 23 und 35 Jahren zu besetzen, die Nachwuchsgewinnung zu institutionalisieren und die Laufbahn in der HJ zu einer hauptberuflichen Karriere zu entwickeln. Die Akademie sollte damit an der Spitze eines Schulungssystems der HJ stehen, das mit Reichsführerschulen, Reichsführerlagern und einem Führerschulungswerk in den Jahren nach der sogenannten Machtergreifung aufgebaut wurde.

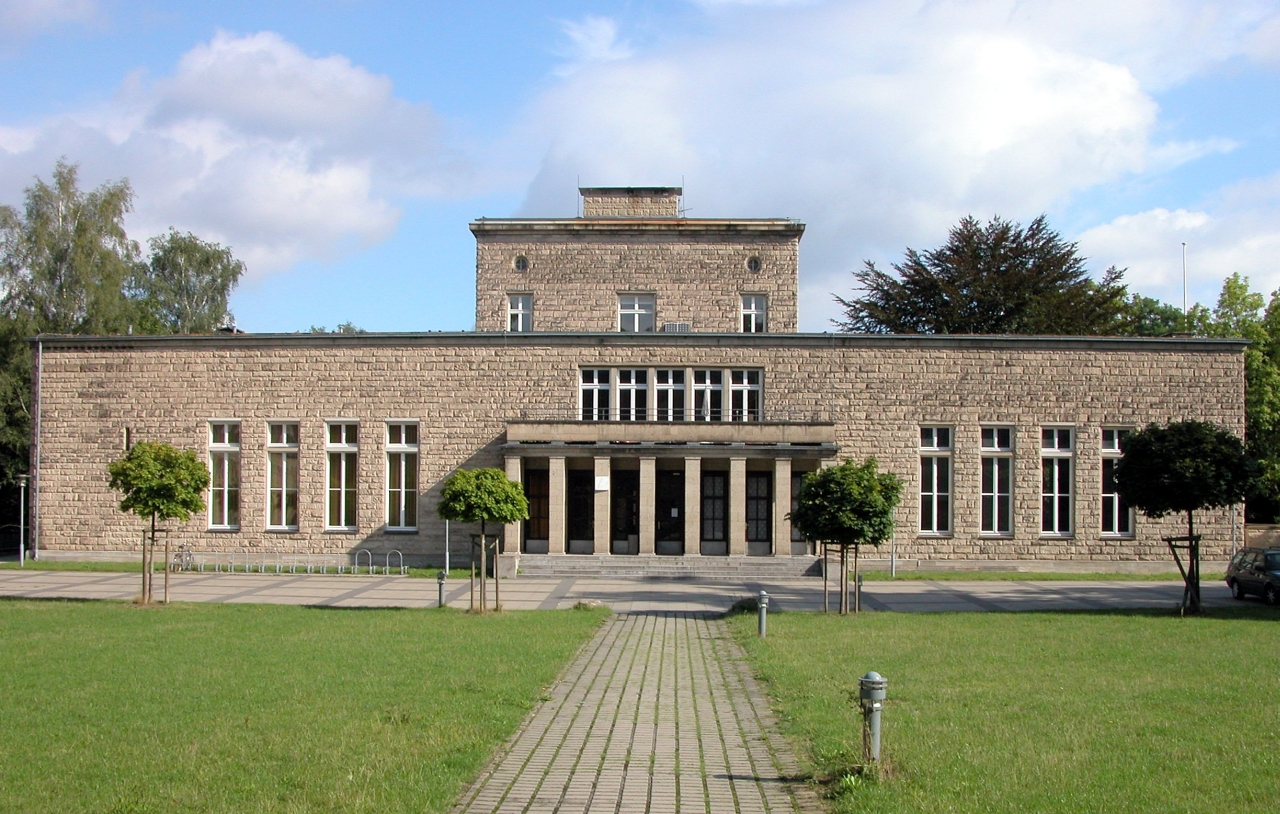
Hauptgebäude, mit Führerbalkon, von Süden gesehen

Die Ausbildungsordnung für das Führerkorps wurde am 18. Februar 1938 erlassen. Die einjährige Ausbildung an der Akademie sollte sämtliche im Bereich der Jugendführung liegenden Aufgaben abdecken.  Sie umfasste neben sportlicher Ertüchtigung alle Wissensgebiete des politischen, wirtschaftlichen und kulturellen Lebens sowie der Naturwissenschaften, freilich ausschließlich im Blick auf ihre „propagandistische und erzieherische Nutzanwendung“ im Dienste der nationalsozialistischen Ideologie: Biologie als Vererbungslehre und Rassenhygiene, Politik als Führungslehre zum wahrhaft politischen Führertum, Geschichte aus dem Blickwinkel des völkischen Staates und so fort. Um den Absolventen andererseits ein auch international angemessenes Auftreten zu vermitteln, standen zudem Fremdsprachen und Tanzkurse auf dem Lehrplan.
Bewerber mussten ihre arische Abstammung per Ariernachweis dokumentieren und Abitur oder eine abgeschlossene Berufsausbildung vorweisen. Vor dem Eintritt in die Akademie, mit der eine Verpflichtung zu zwölf Jahren Dienst in der HJ einherging, hatte der Führeranwärter vier Monate in einer HJ-Gebietsführung tätig zu sein und einen achtwöchigen Lehrgang an der Reichsführerschule in Potsdam zu belegen. Nach dem Jahr an der Akademie musste er drei Wochen in der Industrie arbeiten und ein halbes Jahr im Ausland verbringen, bevor er sich zur Abschlussprüfung melden durfte. Legte er sie erfolgreich ab, sollte dem Akademieschüler das so genannte Jugendführer-Patent mit einem Führerdolch ausgehändigt werden und er als Bannführer in den hauptamtlichen Dienst der HJ berufen werden. Nach der Ableistung der zwölf Jahre war ein Wechsel in den Partei- oder Staatsdienst oder in die Wirtschaft avisiert.
Allerdings ist dieses Ausbildungskonzept nie vollständig in die Praxis umgesetzt worden. Der erste Lehrgang begann am 20. April 1939 (Hitlers 50. Geburtstag) noch in Potsdam, bevor man schließlich nach Braunschweig umzog. Knapp vier Wochen nachdem die Akademie am 2. August 1939 mit dem ersten Lehrgang von 87 Schülern feierlich eröffnet worden war, begann mit dem deutschen Überfall auf Polen der Zweite Weltkrieg. Fast alle Schüler und Dozenten erhielten Einberufungsbefehle, der Lehrbetrieb kam dadurch rasch zum Erliegen.
Zwischen 1940 und 1942 nutzte die leerstehenden Räume der Bund Deutscher Mädel (BDM), zunächst für Lehrgänge des BDM-Werks Glaube und Schönheit, später für solche des BDM-Führerinnennachwuchses. Analog zur Akademie für Jugendführung hatte 1938 zwischen Braunschweig und Wolfenbüttel im Lechlumer Holz die Errichtung einer Reichsführerinnenschule des BDM bei Braunschweig begonnen, die aber über die Grundmauern nicht hinauskam.
1942 beschlagnahmte die Wehrmacht die Gebäude und nutzte sie als Lazarett. Nachdem Reichsjugendführer Baldur von Schirach den dringenden Wunsch nach einer Freigabe der Akademie geäußert hatte, wurden im November 1942 provisorisch Fünfmonatslehrgänge aufgenommen. Schüler waren jetzt kriegsversehrte ehemalige HJ-Führer. Der Lehrbetrieb dauerte bis Anfang April 1945. In den frühen Morgenstunden des 12. April 1945 marschierten Truppen der 30. US-Infanterie-Division in die Stadt ein.

### Kommandeure
- Kurt Petter (1909–1969), Kommandeur vom 16. August 1938 bis Kriegsbeginn
- Ernst Schlünder, unmittelbar nach Kriegsbeginn bis 1. Juli 1942
- Kurt Budäus, bis 10. Oktober 1944[4]

## NS-Architektur

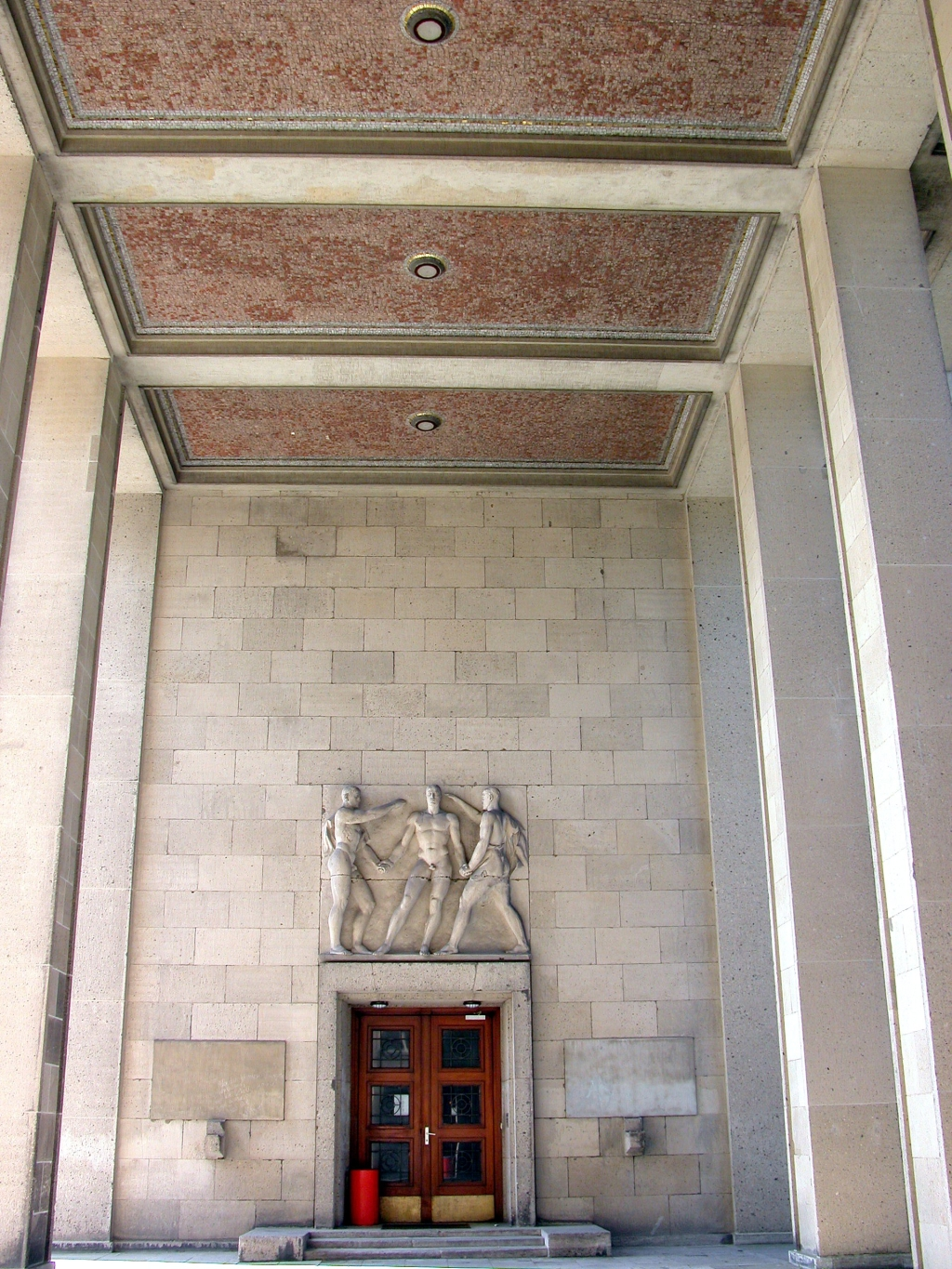
Die „Ehrenhalle“, mit Mosaikdecke, zwölf Meter hohen Säulen und zwei monumentalen Reliefs

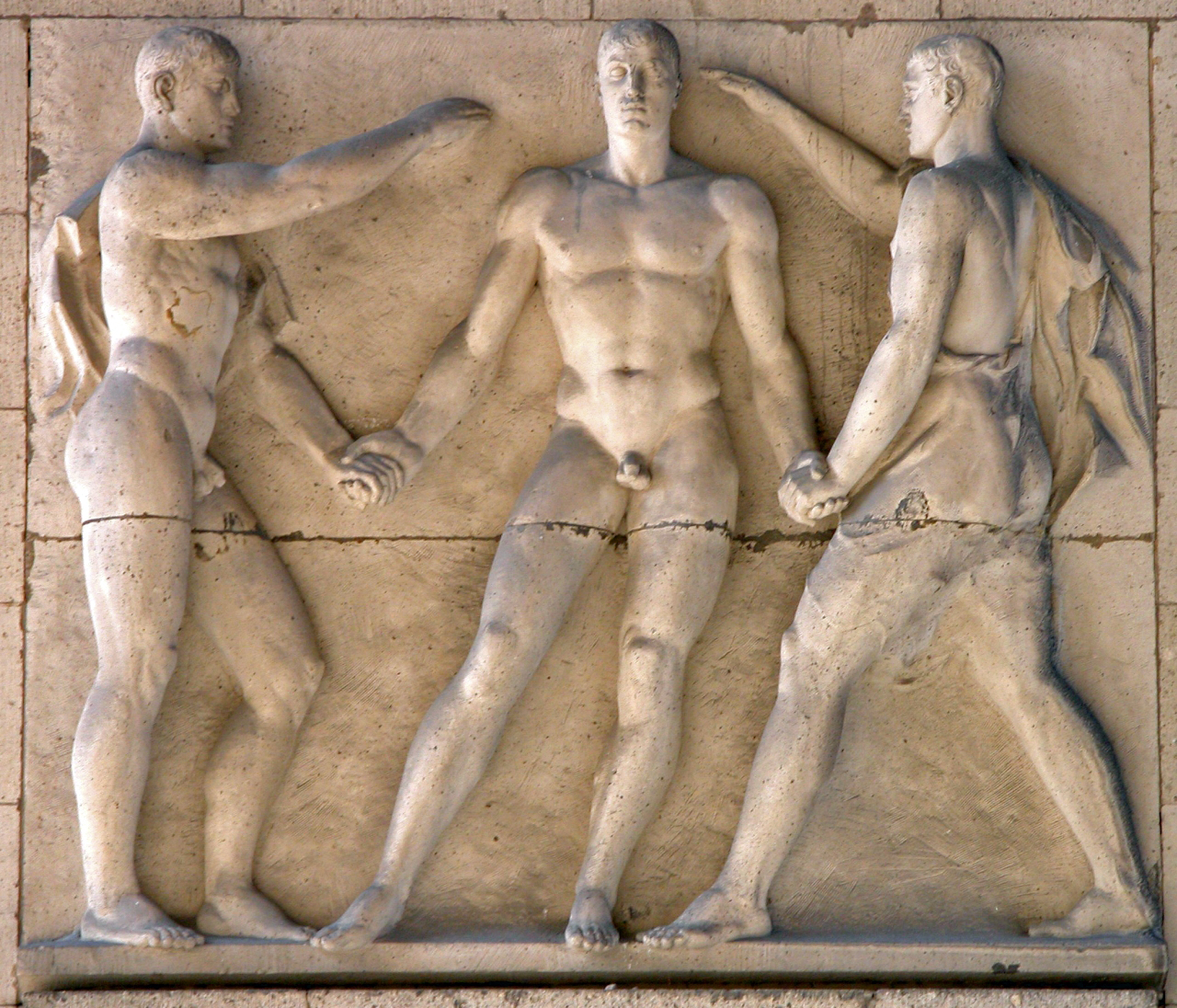
Relief „Treue“ an der Südseite

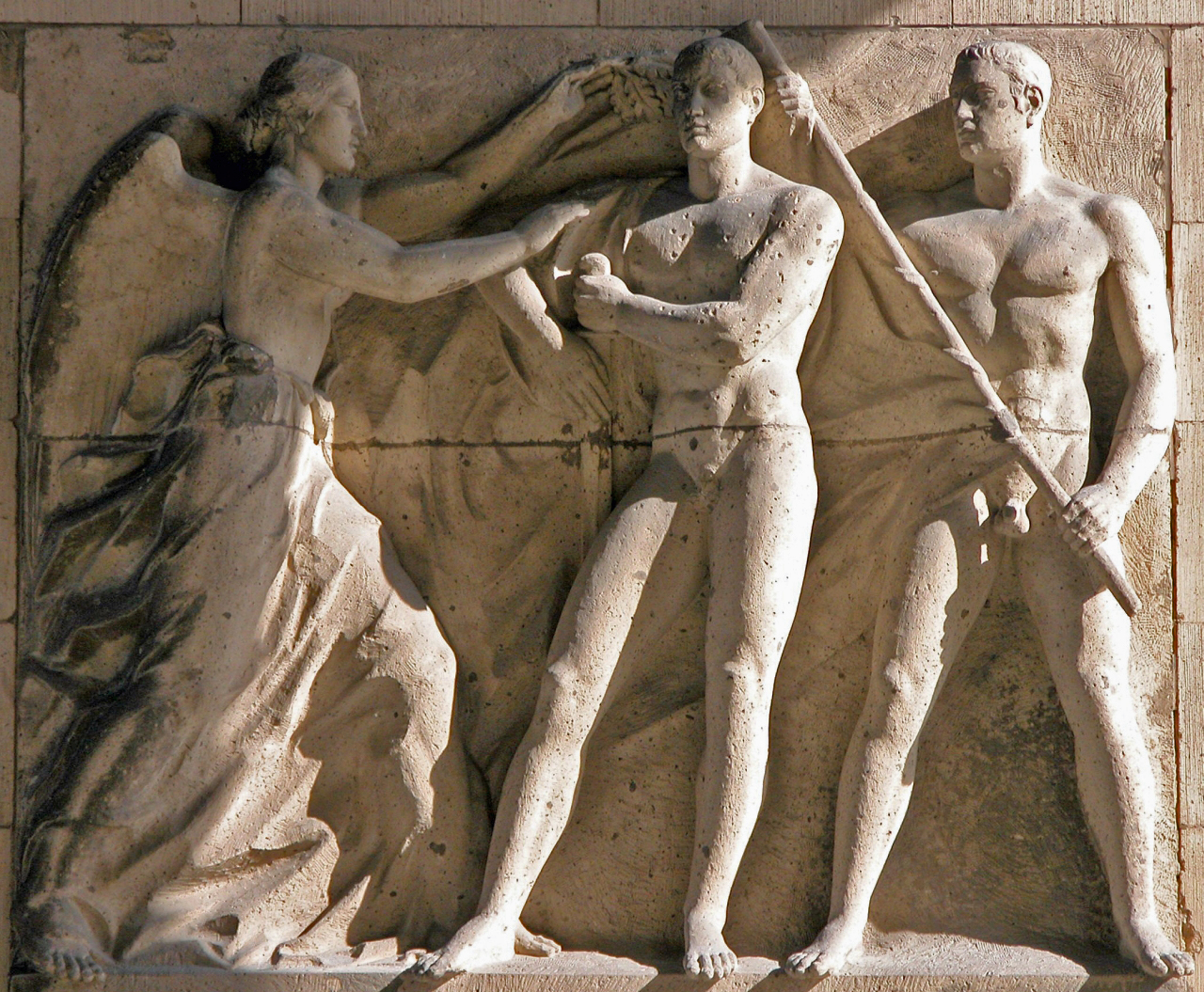
Relief „Ehre“ an der Nordseite

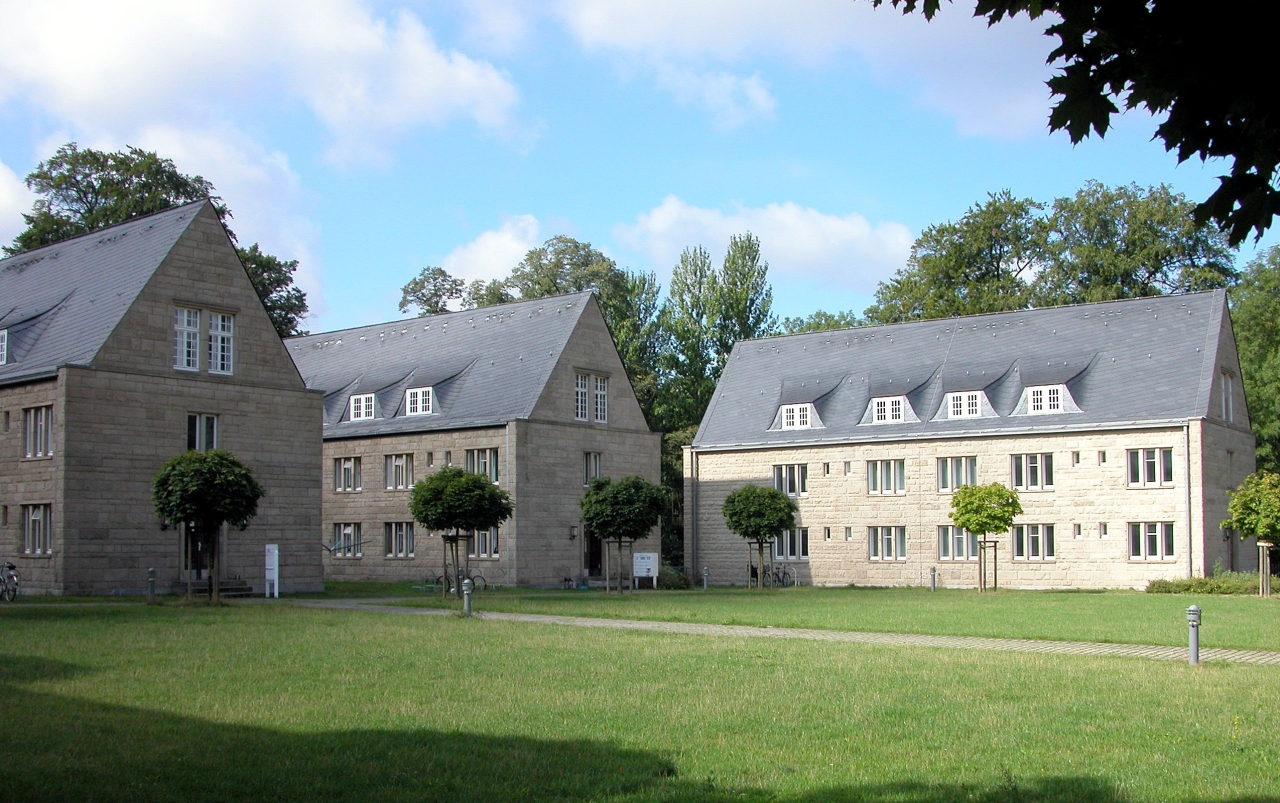
Wohngebäude von Nordwesten

Die politische Führung des Freistaates Braunschweig, in Gestalt von NSDAP-Ministerpräsident Dietrich Klagges, unternahm große Anstrengungen, um diese prestigeträchtige NS-Institution, die einer Elite-Hochschule gleichkam, in die Stadt zu holen. So erwarb die Stadt von den Welfen, den ehemaligen Herzögen von Braunschweig, ein riesiges, etwas oberhalb der Oker gelegenes Areal im Süden, nur wenige Meter nördlich der alten Parkanlagen des Schlosses Richmond an der Wolfenbütteler Straße und machte sie der Partei zum Geschenk. Darüber hinaus wurde auch noch der größte Teil der Baukosten übernommen. Dies und die Tatsache, dass der stellvertretende Reichsjugendführer, Stabsleiter Hartmann Lauterbacher, die Drogistenschule in Braunschweig besucht hatte und dort HJ-Gauleiter gewesen war, mag dazu beigetragen haben, dass bei der Standortfrage die Wahl auf Braunschweig fiel. Lauterbacher hatte zudem noch vor der „Machtergreifung“ die Einrichtung einer „Führerschule der HJ“ auf der Burg Campen im nahen Flechtorf maßgeblich betrieben; nach Baldur von Schirach die erste ihrer Art überhaupt. Hitler hatte für die Akademie für Jugendführung zunächst München vorgeschlagen, im Gespräch war auch Schloss Schleißheim.
Die Bauten für die Akademie wurden in den Jahren 1937 bis 1939 nach Entwürfen des Architekten Erich zu Putlitz ausgeführt. Der Entwurf sah für die Gesamtanlage eine funktionale Dreiteilung in Lehr-, Wohn- und Sportbezirk vor.
Die eigentliche Akademie bestand aus einem durch zwei Baukörper axial gegliederten Haupthaus: Hörsaal und Bibliothek, Lese- und Verwaltungsräume schlossen sich links und rechts an eine offene, durch vier Säulen gegliederte „Ehrenhalle“. Sie wurde dominiert von zwei aus Stein gehauenen, überlebensgroßen und bis heute erhaltenen Hochrelief-Gruppen über den Eingängen zum Nord- und Südflügel. Geschaffen von Emil Hipp aus Kiefersfelden, sollten sie Treue und Ehre verkörpern und „Kraft, Einigkeit und Zuversicht der nationalsozialistischen Jugend“ symbolisieren. Zudem wurden vier nach dem Ende des Dritten Reichs verputzte „Mahntafeln“ angebracht. Eine enthielt die Schlusszeilen von Baldur von Schirachs Hymne an die Jugend, die weiteren die Namen von Angehörigen der so genannten „Unsterblichen Gefolgschaft“ der HJ, darunter auch der von Herbert Norkus, dem zum „Blutzeugen“ stilisierten prominentesten Opfer der Hitlerjugend. Die Grundsteinlegung für die Akademie hatte an Norkus’ viertem Todestag, dem 24. Januar 1936, stattgefunden. Anwesend waren neben dem Architekten Erich zu Putlitz u. a. Reichsjugendführer von Schirach, der Ministerpräsident des Freistaates Braunschweig Dietrich Klagges, Stabsführer Lauterbacher und Oberbürgermeister Wilhelm Hesse. Das Richtfest fand am 3. Juni 1938 statt. Über der Säulenhalle befand sich ein Fechtsaal. Die Unterrichtsräume beherbergte ein zweiter, im rechten Winkel angesetzter Baukörper, vor dem sich ein von fünf „Studentenhäusern“ für die Akademieschüler umfriedeter Appellplatz erstreckt.
Der Bau geplanter weitläufiger Sportanlagen kam während des Kriegs zum Erliegen. Fertiggestellt wurde lediglich in der Nachkriegszeit das heute noch genutzte Kennel-Freibad. Auch zur Aufstellung einer überdimensionalen Bronzeplastik Emil Hipps auf dem Hauptgebäude – zwei schreitende Jünglinge, die den Gedanken „Über allem die Kameradschaft“ symbolisieren sollen – kam es nicht mehr. Die Einzelteile der Plastik wurden noch angeliefert, aber nicht mehr montiert und verschwanden während des Krieges oder kurz danach.
An der Fassade des Haupthauses über der Säulenhalle sollte in bronzenen Versalien der Name „AKADEMIE FÜR DEUTSCHE JUGENDFÜHRUNG“ erscheinen. Das wurde am 21. März 1939 genehmigt, durch den Krieg jedoch nicht mehr ausgeführt. In parteiamtlichen Dokumenten wird die Institution zumeist kurz als „Akademie für Jugendführung“ bezeichnet.
Im Gegensatz zur Braunschweiger Innenstadt, die durch alliierte Bombenangriffe bis zu 90 % zerstört wurde, überstanden die Akademiebauten den Krieg fast unbeschädigt. Im Haupthaus sind, seit 1959, das Braunschweig-Kolleg für Erwachsenenbildung sowie, seit 2001, das Abendgymnasium Braunschweig untergebracht; zwischenzeitlich hatte zudem die Deutsche Müllerschule Braunschweig dort ihr Domizil. Die „Studentenhäuser“ wurden zu Wohnungen für bis zu 45 Kollegiaten umgebaut.
Der Komplex steht heute unter Denkmalschutz. Viele bauliche Details sind erhalten; wiederhergestellt ist das 1941 fertiggestellte und nach dem Krieg übermalte Deckenfresko des Hörsaals von Hermann Wilhelm Berger. Es zeigt eine Darstellung von Sternbildern und Figuren aus der griechischen Mythologie sowie den altrömischen Gott Jupiter als Herrn des Himmels, sämtlich allerdings, dem nationalsozialistischen Kunstempfinden entsprechend, im Stile pseudogermanischer Heldenmystik ausgeführt und eingefasst von Versen Friedrich Hebbels und Johann Wolfgang von Goethes.